# سيرجيو بيتيس
سيرجيو جيروم بيتيس (بالإنجليزية: Sergio Jerome Pettis؛ مواليد 18 أغسطس 1993) هو مُقاتل فنون قتالية مختلطة أمريكي.

## وصلات خارجية
- سيرجيو بيتيس على موقع يو إف سي (الإنجليزية)
- سيرجيو بيتيس على موقع بيلاتور (الإنجليزية)
- سيرجيو بيتيس على موقع شيردوغ (الإنجليزية)
- سيرجيو بيتيس على موقع Tapology.com (الإنجليزية)
- سيرجيو بيتيس على موقع فايت ماتريكس (الإنجليزية)
- سيرجيو بيتيس على موقع إي إس بي إن (الإنجليزية)
- سيرجيو بيتيس على موقع IMDb (الإنجليزية)